# SŽD-Baureihe ДР1
Der ДР1 (DR1) ist ein bei der Rigaer Waggonfabrik (RVR) in Lettland gebauter Triebzug speziell für den schnellen Vorortverkehr auf nichtelektrifizierten Breitspurstrecken. Das Foto zeigt einen dreiteiligen lettischen DR1A mit leicht geänderter Kopfform.

## Geschichte
Während die meisten Vorortstrecken in der damaligen UdSSR schon frühzeitig elektrifiziert wurden, bestand für die weniger frequentierten und nicht elektrifizierten Vorortbahnen Bedarf an leistungsfähigen Dieseltriebwagen.
So entstanden 1963 in der Waggonfabrik Riga zwei Prototypfahrzeuge, die eingehenden Erprobungen unterzogen wurden. Ab 1964 begann die Serienproduktion von insgesamt 54 Triebzügen, bestehend aus zwei Trieb- und zwei Mittelwagen.

## Einsatz
Die Fahrzeuge setzten sich im Vorortverkehr schnell durch und bildeten die Grundlage für weitere Triebwagenentwicklungen wie die aus ihr entwickelte Reihe ДР1А. Ebenso wurde aus ihr die Reihe ДР2 entwickelt. Bei dieser Reihe waren die Antriebsmotoren unterflur angeordnet, was zu einer Vergrößerung des Platzangebotes führte.
2020 sind Einsätze bei der Ukrainischen Eisenbahn im Nahverkehr rund um Romny belegt.

### Lettland
Noch 2024 waren weitere modernisierte dreiteilige lettische Triebwagen mit der Bezeichnung DR1AM auf der Strecke Riga–Valga im Einsatz. Dabei wurden diese Leistungen unter dem Markennamen Vivi durchgeführt. Die dreistellige Ordnungsnummer endet mit einer dahinterstehenden Wagennummer (Beispiel eines Motorwagens: DR1AM – 254.3).

### Estland
In Estland wurden die Fahrzeuge vom Typ DR1 bis zum 31. Dezember 2013 vom privaten Eisenbahnverkehrsunternehmen Edelaraudtee auf den nicht-elektrifizierten Strecken von Tallinn nach Pärnu, Viljandi, Narva, Tartu, Valga und Koidula eingesetzt. Mittlerweile wurden sie durch moderne Stadler FLIRT ersetzt.
Bis Mai 2015 setzte das private Eisenbahnverkehrsunternehmen Go Rail DR1-Züge auf der internationalen Verbindung von Tallinn nach St. Petersburg ein.

## Technische Beschreibungen

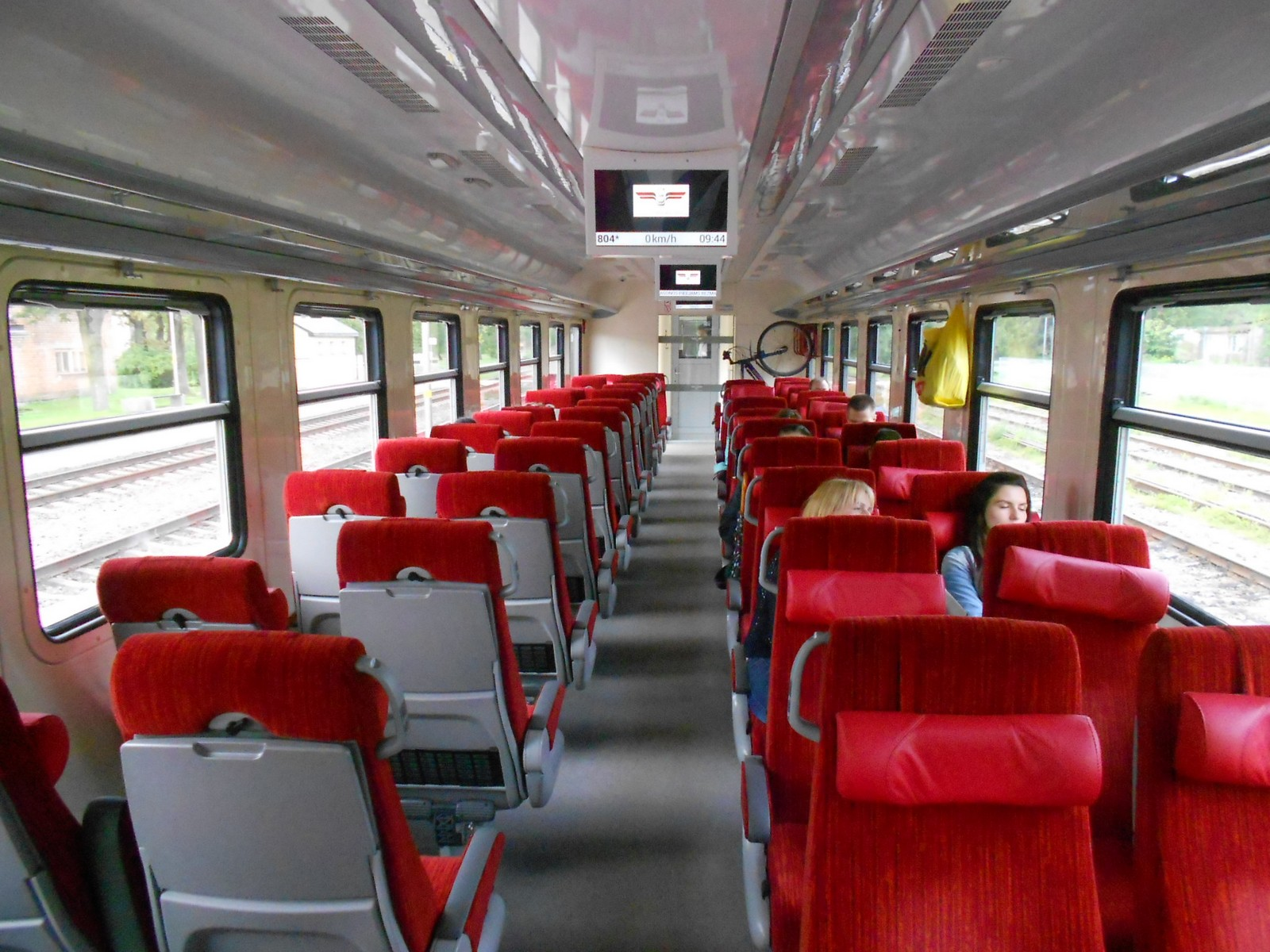
Innenansicht eines modernisierten Wagens mit großzügigerer Sitzplatzanordnung

Der Triebzug besteht in der Standardversion aus zwei Motorwagen an Spitze und Ende des Triebzuges sowie zwei antriebslosen Mittelwagen. Die angegebenen technischen Daten beziehen sich auf die Ausführung mit zwei Mittelwagen.
Damit die installierte Leistung wirtschaftlich ausgenutzt werden kann, wurde beim Bau der Fahrzeuge auf Leichtbau großen Wert gelegt. Die Wagenkästen sind daher eine selbsttragende Konstruktion aus Leichtmetallprofilen. Die Seitenbleche sind gesickt und haben eine Stärke von 1,4 – 2,5 mm. Die Stirnpartie der führenden Motorwagen war bei den Prototypen wie bei der SŽD-Baureihe ЭР1 ausgeführt, die Serienfahrzeuge wurden moderner gestaltet. Innerhalb des Triebzuges bestehen Übergänge zwischen den einzelnen Fahrzeugen, die Endwagen besitzen keine Übergangsmöglichkeit. Als Zug- und Stoßvorrichtung besitzt das Fahrzeug die übliche SA-3 Mittelpufferkupplung.
Die Drehgestelle sind eine Sonderkonstruktion, um Masse einzusparen. Dabei sind die Triebdrehgestelle drehzapfenlos ausgeführt und über Lenker mit dem Hauptrahmen verbunden sowie über Schraubenfedern abgestützt. Zusätzlich sorgen Gummielemente für eine größere Laufruhe des Fahrzeuges. Auf jeder Achswelle sind zwei gusseiserne Bremsscheiben angeordnet. Die Bremsbacken sind aus Kunststoff.
Jeder Wagen hat zwei Einstiegsräume. Die Fahrgasträume sind als Großräume mit Sitzplätzen der 2. Klasse ausgeführt. Dabei haben die Triebwagen zehn, die Mittelwagen zwölf Sitzgruppen mit der Sitzplatzanordnung 2+3. Die Fahrgasträume sind luftbeheizt und -klimatisiert.
Die Maschinenanlagen sind in sich geschlossen und am Führerstandende der Maschinenwagen angeordnet. Der Dieselmotor und das hydraulische Getriebe sind am Hauptrahmen des Fahrzeuges angebracht. Die Kraftübertragung zu den Antriebsachsen und den Hilfsgetrieben erfolgt durch Gelenkwellen. Eine Vielfachsteuerung mehrerer Einheiten ist möglich. Es sind weiters die üblichen Überwachungs- und Sicherungseinrichtungen vorhanden.
Im Sommer können dem Triebzug bei ausgeschalteter Wagenheizung zwei weitere Mittelwagen beigestellt werden, ohne dass es Einbußen bei der Fahrleistung gibt.

## Galerie

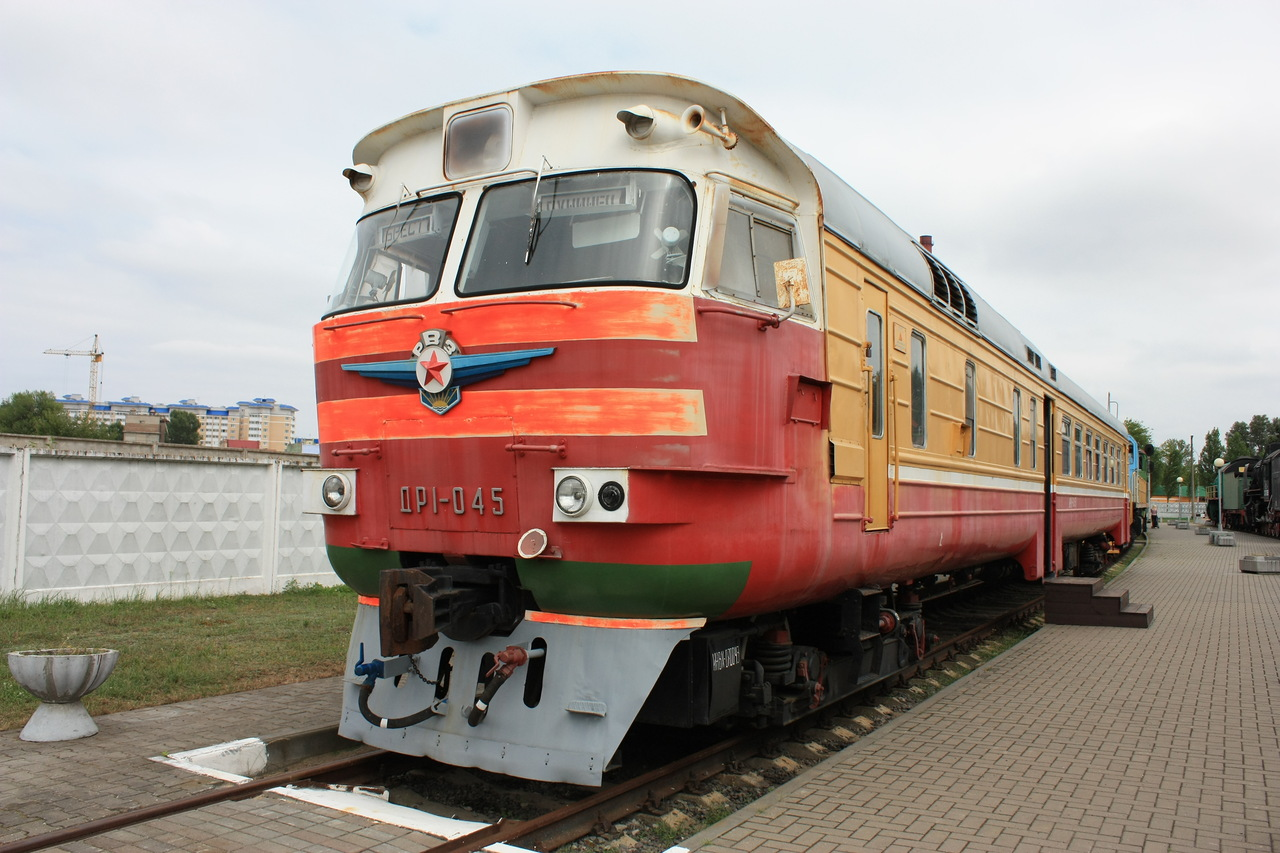
Dieselzug DR1-045 im Eisenbahnmuseum Brest (Belarus)
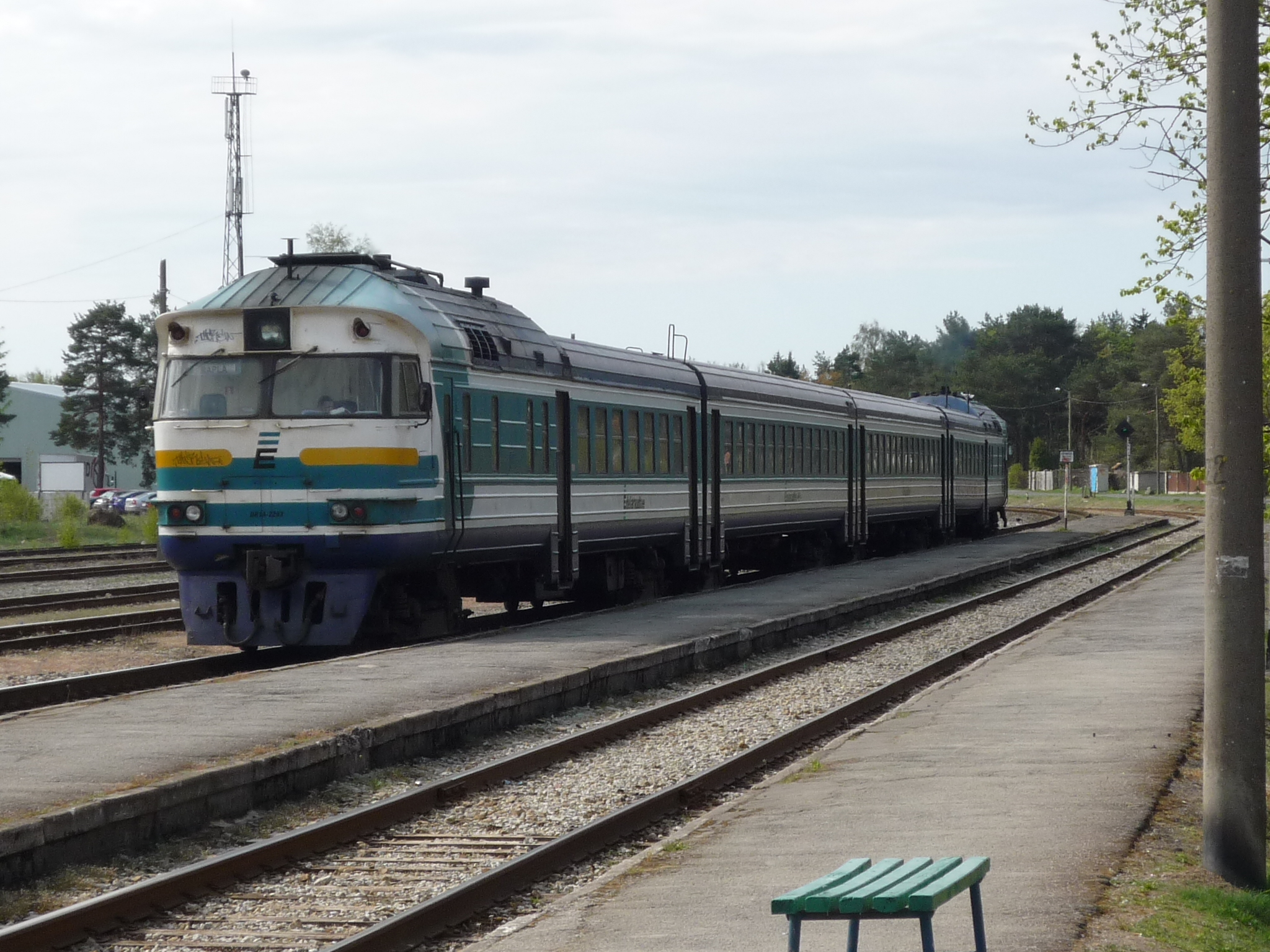
Der DR1 der Edelaraudtee in Estland
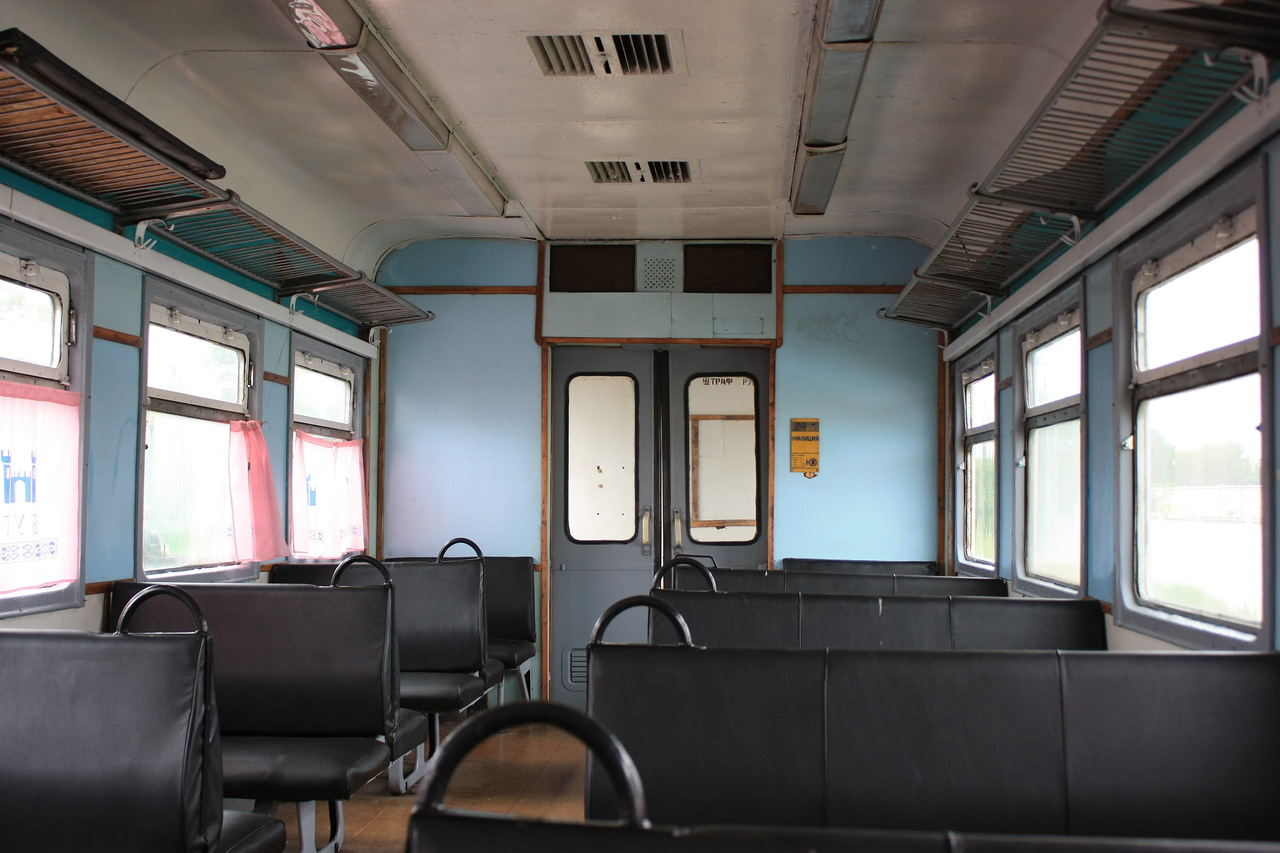
Innenansicht vor der Modernisierung
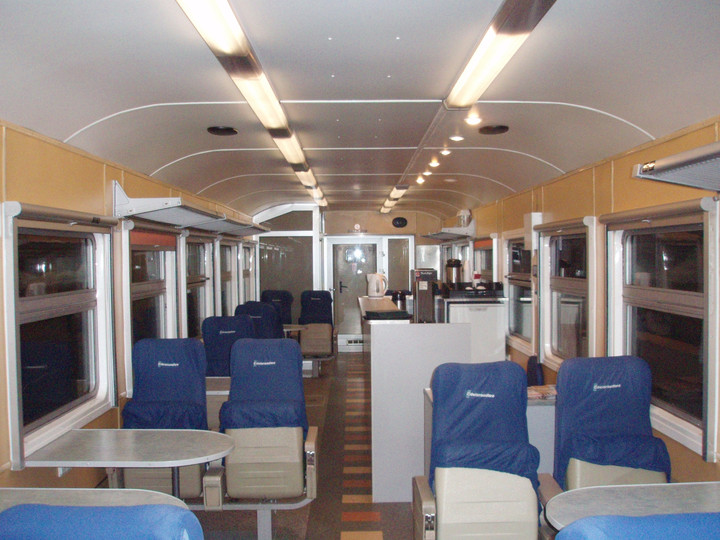
Inneneinrichtung eines modernisierten estnischen DR1 der Edelaraudtee